# Girolamo Rainaldi

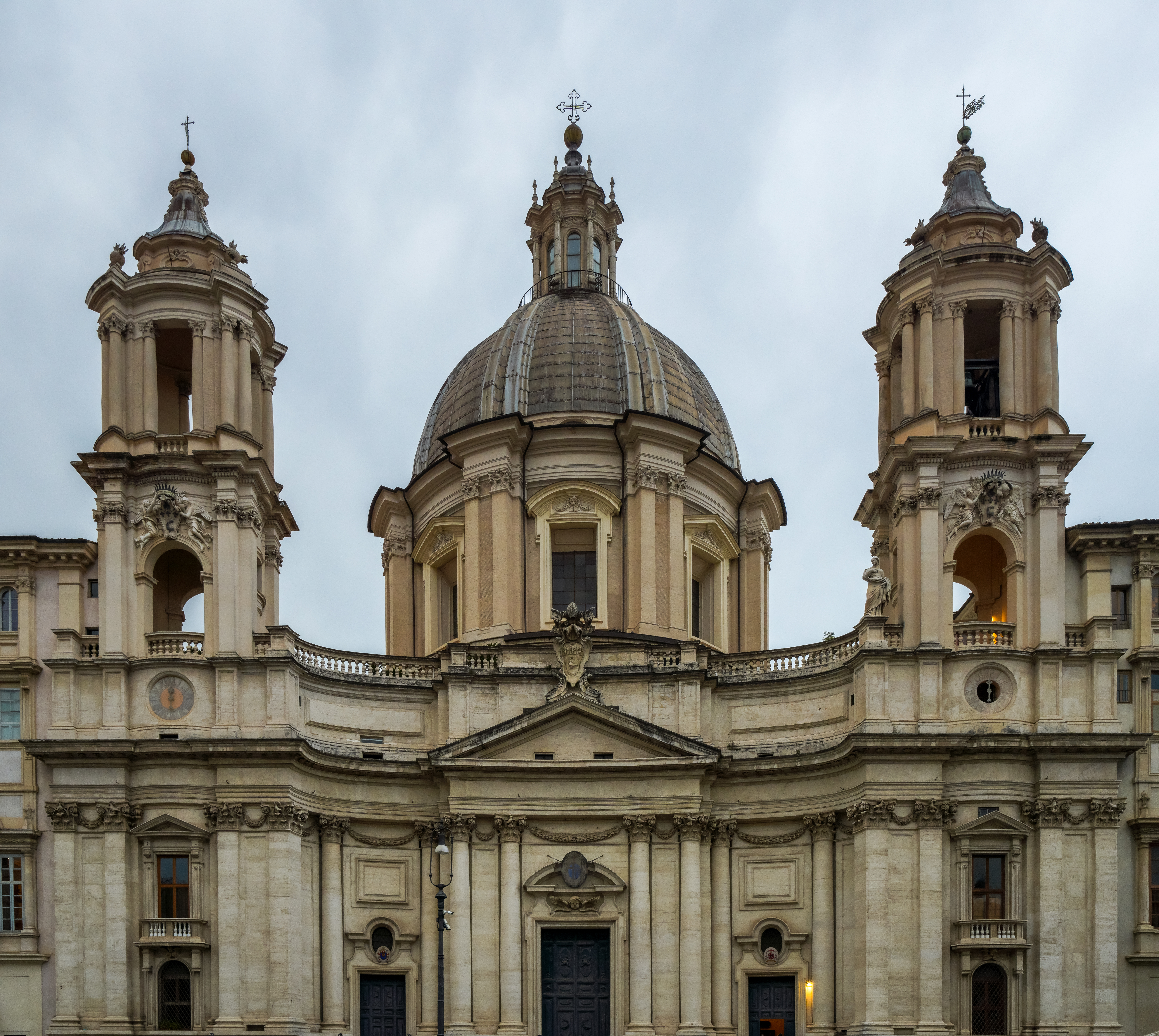
La iglesia romana de Sant'Agnese in Agone

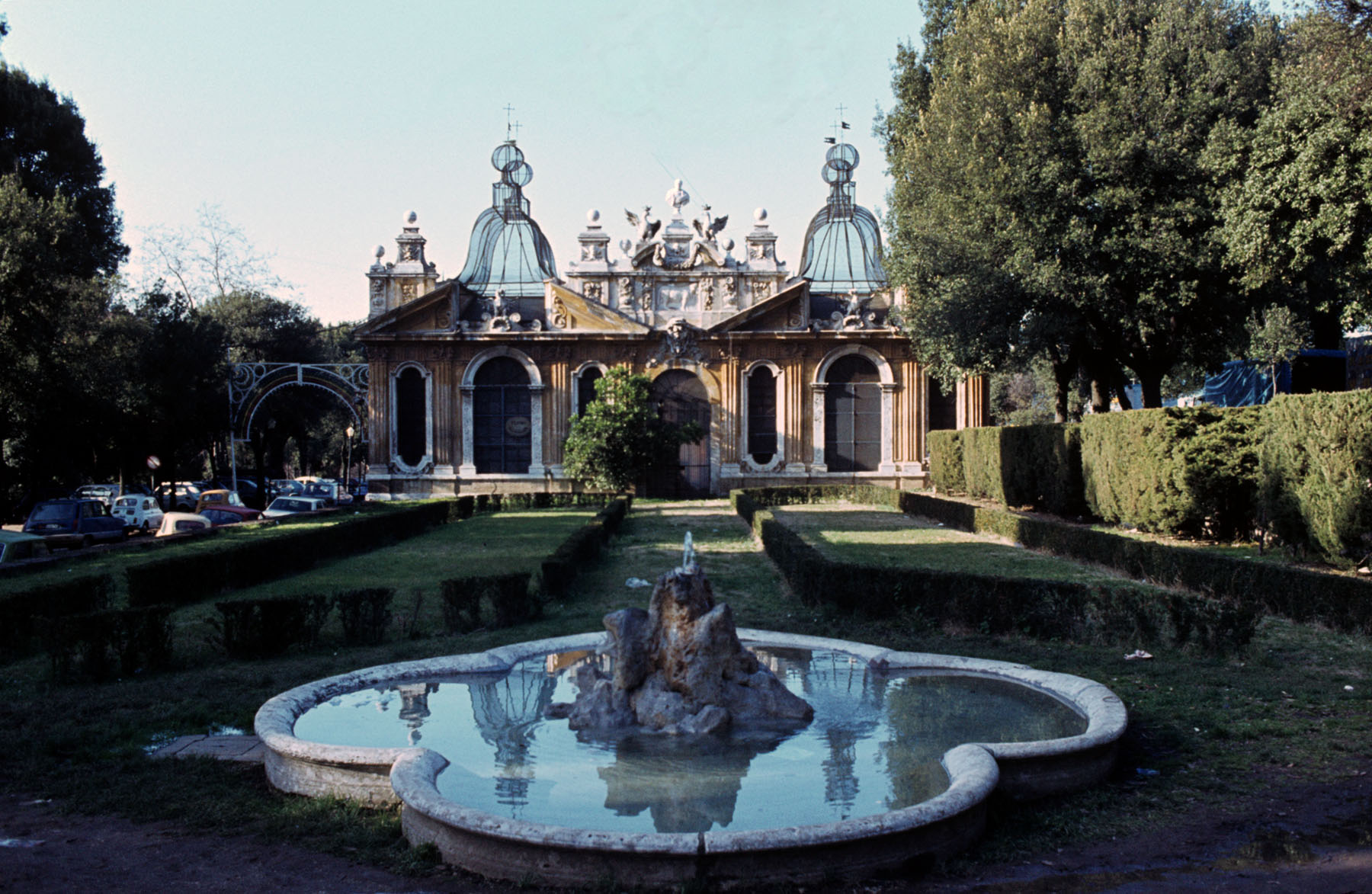
Vasca y Uccelliere en Villa Borghese proyectado por Rainaldi

Girolamo Rainaldi, también llamado Hieronimo Rainaldi (Roma, 4 de mayo de 1570 - 15 de julio de 1655), fue un arquitecto italiano que trabajó principalmente en Roma, en un estilo entre el manierista tardío y el barroco. Su hijo Carlo Rainaldi, que lo ayudó en muchos de sus proyectos, continuó con el estilo de Rainaldi. 
Tras iniciarse en la profesión como asistente de Domenico Fontana, Rainaldi comenzó a asumir sus primeros trabajos independientes diseñando el catafalco de Alessandro Farnese en la iglesia del Gesù en 1589 y el del papa Sixto V de la basílica de San Pedro. Fue colaborador de Giacomo della Porta, de quien heredó el papel de arquitecto papal en 1602 y se hizo cargo de la finalización del palazzo Albertoni Spinola.
Realizó numerosos trabajos para la familia Farnesio, como la iglesia de Santa Teresa en Caprarola (que anticipa en parte el esquema de la Santa Maria in Campitelli, obra de su hijo Carlo).
Como arquitecto papal a las órdenes de Inocencio X trabajó en el palacio familiar, (Palazzo Pamphilj) en la plaza Navona y en la iglesia de Sant'Agnese in Agone, ambas modificadas posteriormente por Francesco Borromini. Diseñó también la tumba Sfondrati de la basílica de Santa Cecilia en Trastevere y colaboró en las modificaciones de los jardines de Villa Borghese.
En Roma, fue nombrado Príncipe de la Academia de San Lucas en el año 1641. También fue nombrado caballero de la Orden de los Santos Mauricio y Lázaro.

## Biografía

### Los principios
Girolamo Rainaldi nació en Roma, hijo de un pintor de Norcia. Se formó por primera vez como asistente del famoso arquitecto e ingeniero Domenico Fontana y también colaboró como socio menor de Giacomo della Porta, al que sucedió en 1602 nombrado por el papa Sixto V,  como «officium architecti nobilis fabricae Capitolii Populi Romani». Fue consultor de la congregación super viis et pontibus, como ingeniero para la construcción de puentes en el Tíber y la dirección de las obras del Acqua Felice, gran proyecto de abastecimiento de agua al oeste de Roma.

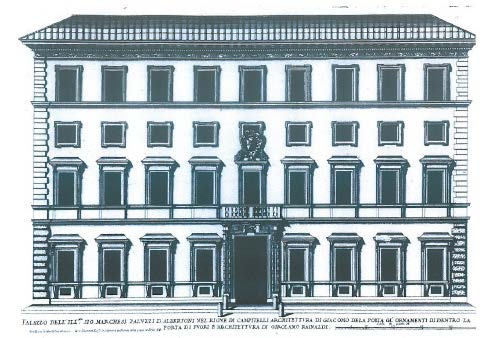
Fachada del palacio Albertoni (ca. 1620)

También completó el palazzo Albertoni Spinola proyectado por della Porta. Trabajaba constantemente en proyectos menores como altares y mobiliario para las iglesias de Roma, y con proyectos en curso de otros diseñadores, especialmente en la basílica de San Pedro y completando el proyecto de Miguel Ángel en el Capitolio con el  Palazzo Nuovo  diseñado discretamente para reflejar el magistral palacio de los Conservadores, que su hijo continuará después de él.
Los altares que desarrolló en ese momento son de un esquema tripartito típico, dejando una gran preponderancia a las partes laterales, caracterizadas por las conexiones en arcos rebajados o triangulares, apoyados sobre dos columnas. Este sistema se repite en particular en la tumba del cardenal Sfondrati en la basílica de Santa Cecilia en Trastevere (1623-1627). Esta tipología también se considera una marca de fábrica de Girolamo y ha permitido identificar algunas de sus producciones.
Girolamo también participó en el desarrollo de varios jardines, incluidos los de la familia Farnesio en el Palatino y en Caprarola (circa 1620), así como los de la familia Borghese en Roma y en Frascati, entre 1617 y 1619. En Roma para los Borghese, además de terminar la famosa villa, creó los fabulosos jardines a la italiana y el teatro al aire libre, testimoniando su inmenso conocimiento en varios campos, y especialmente la confianza que les demostraban las grandes familias romanas.

### Los Farnesios

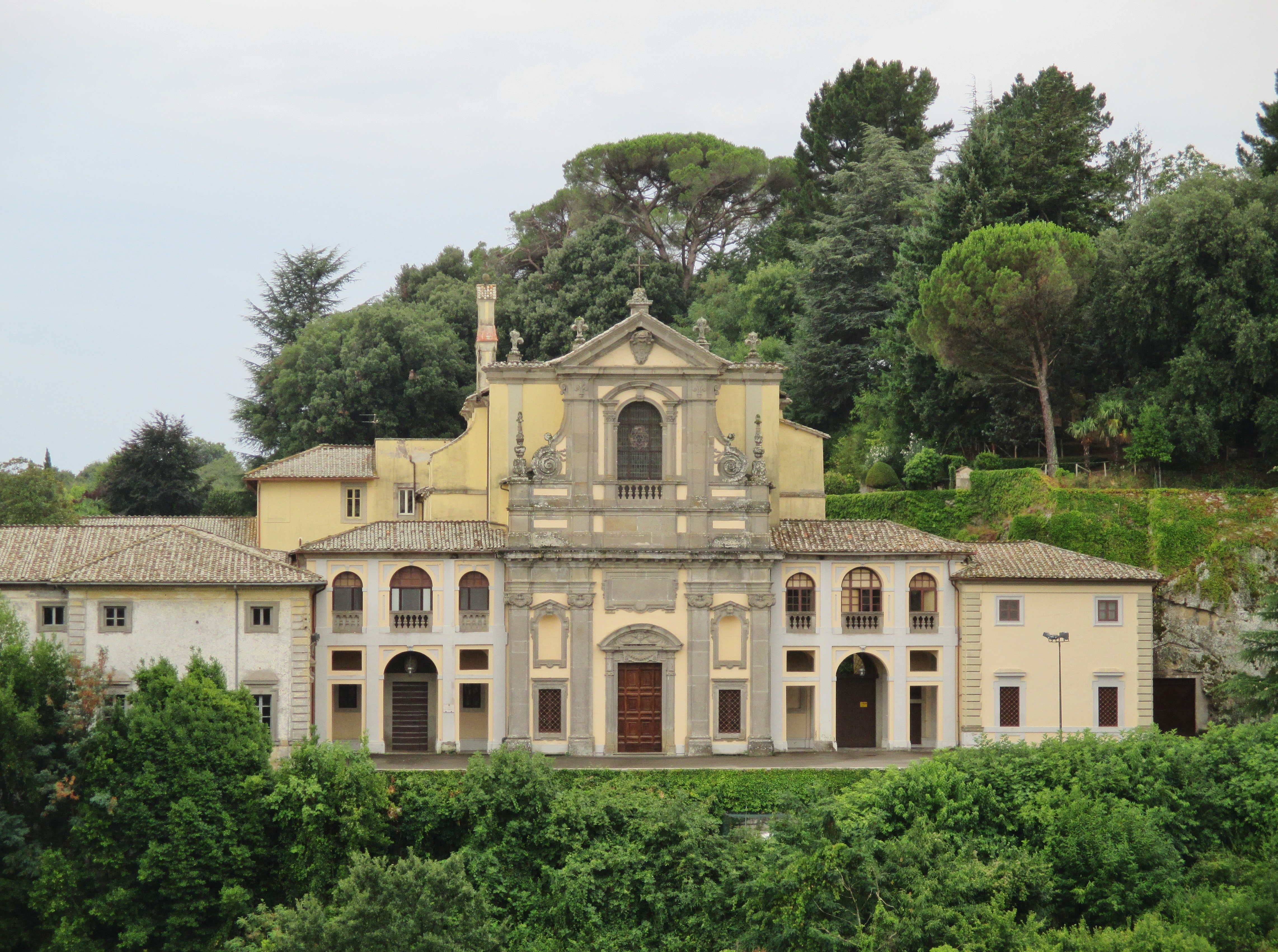
La actual iglesia de santa Teresa en Caprarola, anterior iglesia de Santa María y Silvestre (1621-1623), construida para los Farnesios

Girolamo también parece haber tenido muy buenas relaciones con la familia Farnesio. El cardenal Odoardo Farnesio le encomendó la iglesia de Santa María y Silvestre  (1621-1623) para la carmelitas descalzos en el bastión de Caprarola, cerca de Roma. Es una iglesia hermosa y original adaptada a las exigencias del sitio cuya composición tripartita es típica de Girolamo, con ambos lados enmarcados por dos pilastras esta vez sin los elementos de conexión. La parte superior recuerda claramente la arquitectura de finales del siglo XVI, por su relación arquitectónia con el alzado y la multiplicación de los resaltes de las cornisas, técnicas ambas salidas del arte de Miguel Ángel. Asimismo en Caprarola, el cardenal Odoardo también le encargó redecorar el interior de Santa Maria della Consolazione, un interior similar al de Santa Maria in Campitelli, proyectada más tarde por su propio hijo Carlo Rainaldi.
Rainaldi, que en 1626 había adaptado para los Farnesio las dos monumentales cuencas de granito de Egipto provenientes de las termas de Caracalla como fuentes coincidentes para la plaza Farnese de Roma, fue llevado a Parma por los Farnesios para construir sus palacios de la ciudad allí, y también hizo en esa ciudad la bóveda de Santissima Annunziata.

### Bolonia y Modena
Rainaldi también estuvo activo en Bolonia, donde diseñó la bóveda para cubrir la vasta y ambiciosa iglesia de San Petronio (basílica de San Petronio) (terminada en el lugar por Francesco Martini), y diseñó la iglesia de Santa Lucía (1623).
En Módena, contribuyó a la construcción del Palacio Ducal  para el duque de Este, Francisco I de Este, que con la pérdida de la sede de los Este, Ferrara, ante los Estados Papales, concentraba su patrocinio en su ducado de Módena. Rainaldi contribuyó a la construcción del palacio Ducal para sustituir al antiguo  castello,  y en particular se encargó del diseño y la elaborada hidráulica de sus jardines, con  giochi di acque y un teatro recortado en verdes setos, 1631-1634.

### El pontificado de Inocencio X
El diseño más influyente de Rainaldi, como proyectista único, fue la fachada de la iglesia de Jesús y María; el proyecto comenzó en 1642 y no se completó antes de la muerte de Rainaldi. En su cargo oficial, Rainaldi también diseñó el palacio para albergar a los jesuitas en la plaza del Gesù, una fachada manierista sin rastros de barroco en sus detalles. Como arquitecto favorito del cardenal Giambattista Pamphilj, eclipsó temporalmente a Bernini cuando este cardenal se convirtió en papa como Inocencio X en 1644 y se convirtió en arquitecto papal de Roma en 1644.<ref>Cristiano Marchegiani, Dizionario Biografico degli Italiani , Enciclopedia Treccani, Volume, 86, 2016, (Roma) …Eletto nel 1644, Innocenzo X nominò Girolamo suo architetto…</ ref> Su carrera dio un giro importante, y en 1645, cuando el papa decidió transformar por completo el palacio familiar ubicado en la plaza Navona, . Palazzo Pamphilj y el elegido fue naturalmente Girolamo. Bajo el patrocinio del cardenal nepote Camillo Francesco Maria Pamphilj y de Olimpia Maidalchini, cuñada del papa y madre de Camillo, el trabajo se lleva a cabo con un puño de hierro.
En 1646, Francesco Borromini se vio implicado en el proyecto de construcción del palacio, por sugerencia de Virgilio Spada. Los puntos clave de los proyectos de Borromini fueron el gran patio, el conjunto constituido por el gran salón y la galería contigua. Borromini había planeado un patio ovalado, agregando al rectángulo inicial unas terminaciones absidiales, como en el palacio de Carpegna. Estas modificaciones de la planta no se realizaron, pero la Sala Grande y la Galería se realizaron de acuerdo con sus ideas. La fachada se realizó en un estilo más tradicional típico de Girolamo Rainaldi. En realidad, fue una actualización de las soluciones encontradas por el arquitecto para los palacios ducales de Parma y de Módena; las masas son imponentes, el conjunto se hace monumental al resaltar la parte central. Sin embargo, fragmentaba y complicaba la composición, y proponía en la fachada un ritmo apretado, derivado de la arquitectura del norte de finales del siglo XVI en Italia.
En coherencia con su política urbanística, Inocencio X quiso embellecer la plaza Navona y decidió rehacer la iglesia de St. Agnès en Agone en 1652 y fue Girolamo quien proporcionó los planos iniciales y sentó sus cimientos. La historia de la construcción es larga y tortuosa; el año siguiente, su hijo Carlo Rainaldi modificó los planos para convertirlo en un edificio de planta centrada más dinámica, agregando capillas en las esquinas de la cruz griega de los planos interiores, y transformó el espacio en una forma octogonal, que recuerda a los primeros martyria y los mausoleos paleocristianos (porque se planeó que los cuerpos de la familia Pamphilj fueran enterrados allí). En 1653, el proyecto se retiró de las manos de Rainaldi y se confió a Francesco Borromini, que modificó ligeramente la planta y ejecutó la fachada actual, totalmente barroca. Luego, en 1657, el proyecto caerá en manos de uno de los alumnos de Bernini, que aportará la rica policromía del interior.
Girolamo Rainaldi está enterrado modestamente junto a su padre en la iglesia de Santi Luca e Martina; diseñado en parte por el padre de Rainaldi, y en parte por  Pietro da Cortona.

## Obras
- 1582-1605: Palazzo Nuovo o palacio de los Senadores, en la plaza del Capitolio, después de Giacomo della Porta.
- 1599-1623: Casa Professa, junto a la iglesia del Gesù, a solicitud de Odoardo Farnese. Las ventanas están severamente enmarcadas con travertino. El lado sur fue reconstruido después de la ampliación de la via delle Botteghe Oscure.
- A principios del siglo XVI: palacio Albertoni, iniciado por Giacomo della Porta y finalizado por Girolamo.
- ca. 1600: dibujos para la capilla Aldobrandini en la basílica Santa Maria sobre Minerva, después de Giacomo della Porta y Carlo Maderno.
- ca. 1610: palacio Verospi (hoy banco Crédito Italiano desde 1902); reestaurado en el siglo XVIII por Alessandro Specchi. La arquitectura severa y su portal de balcón soportado por columnas se han desnaturalizado por la transformación de ventanas en puertas, cambiando las proporciones.
- Después de 1610: el convento de los Teatinos, cerca de la basílica de Sant'Andrea della Valle, con Paolo Marucelli.
- 1613: altar de la capilla Paolina en la basílica de Santa María la Mayor, en piedras preciosas, hecho por Pompeo Targone.
- 1617-1619: jardines Borghese, teatro al aire libre y finalización de la fachada de la villa Borghese.
- 1621-1623: Sainte-Marie-et-Sylvestre, hoy Sainte-Thérèse en Caprarola
- Santa María de la Consolación en Caprarola
- 1623: Santa Lucía en Bolonia..
- 1620-1625: jardines de los Farnesios el Palatino, donde participaron Jacopo Vignola y Giacomo del Duca.
- 1623-1627: tumba del cardenal Paolo Emilio Sfondrati en la basílica de Santa Cecilia en Trastevere.
- 1625: capilla Colonna, en la archibasílica de San Juan de Letran.
- 1657: dibujos para la tumba del cardenal Carlo Bonelli, en la  basílica Santa Maria sobre Minerva.
- Participa con su hijo Carlo, en el palacio Giustiniani, iniciado por Giovanni Fontana y Domenico Fontana (1585-1587), después por Carlo Maderno. El palacio probablemente se terminó en 1678 según proyectos de Francesco Borromini.